# Antonius Abtkerk (Bergen op Zoom)
De Antonius Abtkerk is de voormalige parochiekerk van Nieuw-Borgvliet, die zich bevindt aan de Rembrandtstraat 52.

## Geschiedenis
Door bevolkingsaanwas ontstond behoefte aan een zelfstandige parochie in Nieuw-Borgvliet. Deze werd in 1864 gesticht door afsplitsing van de Maria-Tenhemelopnemingparochie te Bergen op Zoom. In 1865 werd een eenvoudig kerkje ingewijd dat ontworpen was door P.J. Soffers. Doordat de bevolking bleef toenemen werd dit kerkje te klein. In 1929 werd een nieuwe kerk gebouwd, die in 1930 werd ingewijd. De driebeukige basiliek werd ontworpen door Wolter te Riele. De kerk had een fronttoren, die echter in 1944 door de Duitsers werd opgeblazen. Aldus was de kerk verwoest.
De kerk werd herbouwd in basilicastijl en architect was J. de Lint. De kerk werd ingewijd in 1951 en heeft dienstgedaan tot 2000, waarop ze aan de eredienst werd onttrokken. Aanvankelijk dreigden sloopplannen, maar het gebouw werd uiteindelijk een wijkcentrum, dat in 2004 werd geopend.